# Francesco Antonio Avelloni
Francesco Antonio Avelloni, detto il Poetino (Venezia, 3 febbraio 1756 – Roma, 4 novembre 1837), è stato un commediografo e attore teatrale italiano.

## Biografia
Nacque dal conte Casimiro Avelloni e dalla moglie Angiola Olivati; sebbene aristocratica, la sua famiglia era di modeste condizioni economiche. In gioventù studiò in un collegio dei Gesuiti. Esordì come commediografo a Napoli: durante il viaggio verso la città partenopea era stato derubato di tutti i suoi averi e l'attività teatrale venne intesa inizialmente come una decorosa,  fonte di mezzi di sussistenza. La prima commedia, Giulio Villenwelt Assassino (1783) ebbe un buon successo. Francesco Antonio Avelloni fu un poeta drammatico e un autore teatrale molto popolare ai suoi tempi. Capocomico, fu un autore molto prolifico: si calcola abbia scritto oltre 600 fra commedie in prosa e tragedie in versi, 200 delle quali furono stampate. Scrisse inoltre numerose commedie per conto di altri autori quali, per es., Francesco di Sangro. Imitatore del Goldoni, e secondo Sismondi del Beaumarchais, le sue commedie ebbero successo per i continui colpi di scena e le scene ad effetto nell'ambito del genere lacrimevole.

## Opere
- Il Giulio Villenwelt assassino o sia La forza della gratitudine. Commedia in prosa, Venezia, Francesco Locatelli, 1784
- L'argentiere di Brema. Dramma. Napoli
- Elfrida ed Eltereda, ovvero La vendetta del saggio. Dramma, Torino, Michel'Angelo Morano, 1817
- Gabriella penitente. Dramma in cinque atti di Francesco Avelloni azione terza. Milano, Placido Maria Visaj, 1829
- Cecco d'Ascoli, ossia La vittima dell'invidia. Dramma in versi, Milano, Placido Maria Visaj, 1829 (on-line)
- Il signor Simplicio. Milano : Placido Maria Visaj, 1829 (on-line)
- La lucerna d'Epitetto. Azione allegorica in cinque atti in prosa di Francesco Avelloni. Milano, Placido Maria Visaj, 1830
- Uno fra quattro ovvero La pretesa e i pretendenti. Commedia in tre atti. Milano, P. M. Visaj, 1835
- Il colonnello e la pittrice : dramma in cinque atti. Milano, P. M. Visaj, 1844
- Le nuvole. Commedia allegorica inedita in cinque atti. Milano, P. M. Visaj, 1845
- Il barbiere di Gheldria, commedia in cinque atti, Firenze, A. Romei, 1857
- Contraddizione e puntiglio
- La dote di Susetta
- I tre Carli
- Le tre Gabrielle
- I tre Enrici
- Il tenente ed il colonnello
- Il maresciallo di Turrena
- Le tre Carlotte
- Teresa e Gianfaldoni
- Nessuno è profeta in patria
- Tiberio Squilletti
- Giuditta
- Trovatemi il secondo
- Il disertore prussiano
- La piazzetta di Leiden
- Mal genio e buon cuore
- Il centenario di Bamberga
- La strada pubblica
- Il compleanno
- Il landerman di Solm
- Cecco d'Ascoli
- La bordighiera
- Sindam e Beltram
- Il facchino di Danzica
- La comica Torenga
- Don Giovanni Tenorio
- Uno fra quattro
- Amore e vendetta
- Il cavalier d'onore
- Clementina e Dalmanzi
- L'omocida per onore
- Tre case e un forno
- Un matrimonio per equivoco